# Saint-Cloud-en-Dunois
Saint-Cloud-en-Dunois foi uma comuna francesa na região administrativa do Centro, no departamento Eure-et-Loir. Estendia-se por uma área de 8,91 km². Em 2010 a comuna tinha 1 416 habitantes (densidade: 158,9 hab./km²).
Em 1 de janeiro de 2017, passou a formar parte da nova comuna de Villemaury.